# Laura Walker (curling)
Pour les articles homonymes, voir Laura Walker.
Laura Walker née Crocker est une curleuse canadienne née le 19 novembre 1990 à Toronto.

## Biographie
Laura Crocker remporte la médaille de bronze au Championnat du monde double mixte de curling 2018 à Östersund avec Kirk Muyres.

## Vie privée
Son mari Geoff Walker est aussi un curleur.